# Mount Benkert
Mount Benkert ist ein 700 m hoher Nunatak im westantarktischen Ellsworthland. Er ist der östlichste der Snow-Nunatakker und ragt 13 km ostsüdöstlich des Mount Thornton an der English-Küste auf.
Entdeckt und fotografiert wurde er bei der United States Antarctic Service Expedition (1939–1941). Das Advisory Committee on Antarctic Names benannte ihn nach Captain William Michael Benkert (1923–1989) von der United States Coast Guard, Kommandeur des Eisbrechers USCGC Eastwind während der Operation Deep Freeze der Jahre 1966 und 1967.